# 2003 în informatică
- 2002 în informatică — 2003 în informatică — 2004 în informatică

2003 în informatică a însemnat o serie de evenimente noi notabile:

## Premiul Turing
- Alan Kay